# Parablastus bituberculatus
Parablastus bituberculatus är en stekelart som beskrevs av Constantineanu 1973. Parablastus bituberculatus ingår i släktet Parablastus och familjen brokparasitsteklar. Inga underarter finns listade i Catalogue of Life.